# Tribune Media
Tribune Media Company, conhecida também como Tribune Company, foi um conglomerado estadunidense do ramo de mídia, com sede em Chicago, Estados Unidos.
Através da sua divisão Tribune Broadcasting, a Tribune Media era uma das principais empresas de transmissão de televisão no país. Ela possuía 39 estações de televisão em todo os Estados Unidos e operava mais três estações por meio de acordos de marketing locais. Além disso, a empresa era proprietária do canal de TV por assinatura básico WGN America, do canal de notícias regional Chicagoland Television (CLTV) e da estação de rádio WGN em Chicago. A Tribune Media também tinha uma participação na Food Network, detendo uma fatia de 31% da empresa.
Antes da separação da divisão de publicações da empresa em agosto de 2014, que resultou na criação da Tribune Publishing, a Tribune Media era a segunda maior editora de jornais nos Estados Unidos, ficando atrás apenas da Gannett Company. A empresa possuía dez jornais diários, incluindo o Chicago Tribune, Los Angeles Times, Orlando Sentinel, Sun Sentinel e The Baltimore Sun, além de diversos tabloides voltados para o transporte público.
Em 2007, a empresa passou por uma aquisição realizada por investidores, assumindo uma dívida substancial. No entanto, a subsequente falência da Tribune Company em 2008 tornou-se o maior caso de falência na história da indústria de mídia americana. A Tribune Co. emergiu da falência em dezembro de 2012.

Em 8 de maio de 2017, a Tribune anunciou um processo de aquisição pelo Sinclair Broadcast Group. Entretanto, em 9 de agosto de 2018, a Tribune cancelou a venda e processou a Sinclair por quebra de contrato. Posteriormente, em 3 de dezembro de 2018, o Nexstar Media Group anunciou sua intenção de incorporar a Tribune Media por US$ 4,1 bilhões. Essa fusão foi a maior na história da radiodifusão estadunidense e recebeu aprovação da Comissão Federal de Comunicações dos Estados Unidos em 2019.
1. ↑  «At Flagging Tribune, Tales of a Bankrupt Culture». nytimes.com (em inglês). Consultado em 2 de junho de 2012
2. ↑  «Tribune separa operações de TV e jornal». Exame. 11 de julho de 2013. Consultado em 3 de novembro de 2023
3. ↑  Yu, Roger. «Tribune completes spinoff of publishing unit». USA TODAY (em inglês). Consultado em 3 de novembro de 2023
4. ↑  «Grupo Tribune Company pede concordata nos EUA». O Globo. 8 de dezembro de 2008. Consultado em 3 de novembro de 2023
5. ↑  Car, David (5 de outubro de 2010). «At Sam Zell's Tribune, Tales of a Bankrupt Culture». The New York Times. ISSN 0362-4331
6. ↑  «Grupo Tribune Co, dono do 'Chicago Tribune', sai da concordata». Extra Online. 31 de dezembro de 2012. Consultado em 3 de novembro de 2023
7. ↑  «Tribune pulls out of Sinclair deal as conservative broadcaster's expansion plan collapses». POLITICO (em inglês). 9 de agosto de 2018. Consultado em 3 de novembro de 2023
8. ↑  «Tribune Media sues Sinclair for $1 billion in damages after terminating $3.9 billion acquisition deal». CNBC (em inglês). 9 de agosto de 2018. Consultado em 3 de novembro de 2023
9. ↑  Valinsky, Jordan (3 de dezembro de 2018). «Nexstar buys Tribune in $4.1 billion deal | CNN Business». CNN (em inglês). Consultado em 3 de novembro de 2023
10. ↑  «FCC approves Nexstar Media deal to buy Tribune Media». Reuters (em inglês). 16 de setembro de 2019. Consultado em 3 de novembro de 2023
11. ↑  «Nexstar to buy Tribune Media, becoming the largest US TV station operator». CNBC (em inglês). 3 de dezembro de 2018. Consultado em 3 de novembro de 2023